# Aceros nipalensis

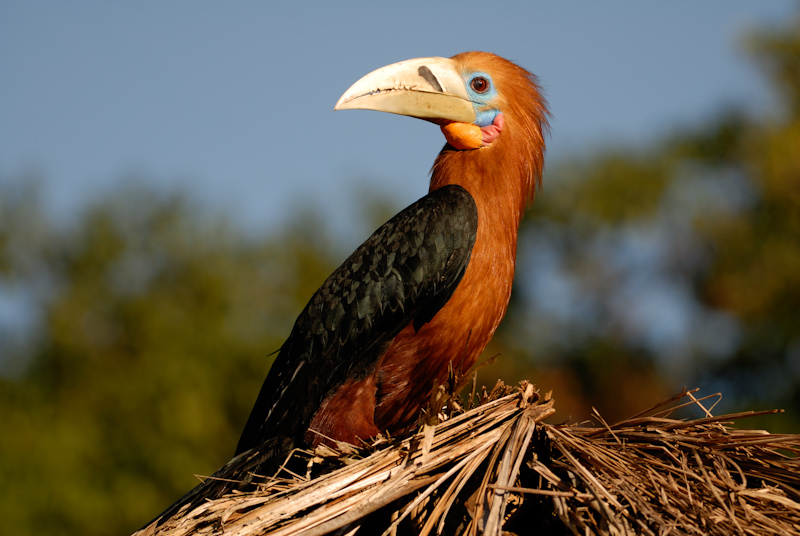
Un giovane esemplare non ancora maturo nel parco nazionale di Namdapha (Arunachal Pradesh).

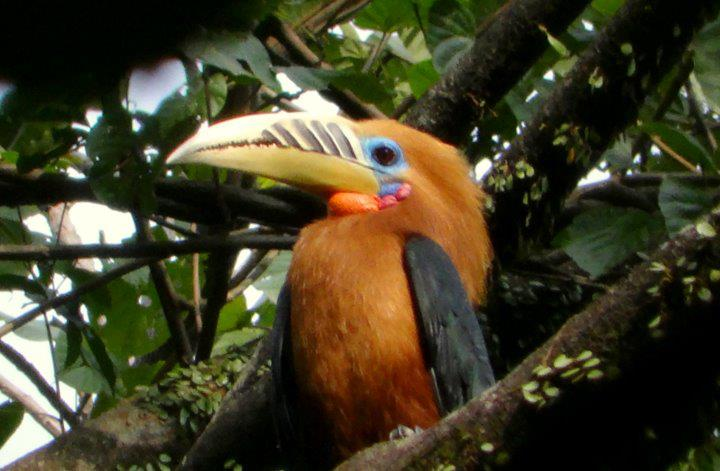
Primo piano di bucero collorossiccio.

Il bucero collorossiccio (Aceros nipalensis (Hodgson, 1829)) è un uccello della famiglia dei Bucerotidi originario del Sud-est asiatico.
Nel 2018 il bucero collorossiccio è stato valutato dalla Lista Rossa delle specie minacciate della IUCN come «specie vulnerabile» (Vulnerable).

## Descrizione
Il bucero collorossiccio è un bucero di grandi dimensioni con una lunghezza del corpo compresa tra 90 e 100 centimetri. La coda del maschio misura in media 41,9 centimetri, la coda della femmina è leggermente più corta, misurando 39,4 centimetri. Il becco del maschio misura in media 22,2 centimetri, quello della femmina è leggermente più corto, 18,5 centimetri in media. Il dimorfismo sessuale è così pronunciato che i due sessi possono essere facilmente distinti anche sul campo.

### Maschio
La testa, il collo e la parte inferiore del corpo sono di colore bruno-rossastro. Le piume sul collo sono leggermente allungate. Il petto e l'addome sono leggermente più scuri rispetto al resto della parte inferiore del corpo. Le ali e il dorso sono neri con riflessi verde metallico. Le cinque remiganti primarie esterne hanno le punte bianche. La coda è nera nella metà superiore, mentre la metà inferiore è bianca. Le timoniere sono leggermente graduate, pertanto la coda appare arrotondata.
Il becco e il casco, che si estende su metà del becco, sono gialli. Sulla parte superiore del becco vi sono fino a otto strisce nere. La pelle senza piume intorno all'occhio è di colore azzurro pallido. La sacca golare glabra, molto grande, è prevalentemente rosso brillante; tuttavia, subito sotto la base del becco, è blu-violetto scuro. Gli occhi sono arancioni, le zampe e i piedi sono neri.

### Femmina e giovane
Le femmine adulte hanno un piumaggio che ricorda in gran parte quello dei maschi. Tuttavia, la testa, il collo e la parte inferiore del corpo sono neri e non bruno-rossastri. La parte blu-violetto della sacca golare è leggermente più estesa. Gli occhi sono di colore rosso intenso. Inoltre, le femmine sono leggermente più piccole.
Nei giovani esemplari, entrambi i sessi inizialmente mostrano un piumaggio che ricorda quello del maschio. Il casco non si è ancora sviluppato, il becco è più piccolo e ancora privo di strisce. Gli occhi sono bianco-verdastri. Nelle femmine che non sono ancora sessualmente mature il collo, la testa e le parti inferiori diventano neri all'età di un anno.

## Biologia
Il bucero collorossiccio di solito vive in coppia o in piccoli gruppi di 3-4 esemplari. Le squadre di sette-otto individui sono molto rare. Il bucero collorossiccio è un uccello arboricolo che scende a terra solo molto raramente per mangiare frutti caduti. Si nutre principalmente di frutta.
Come tutti i buceri, il bucero collorossiccio nidifica nelle cavità degli alberi. Utilizza a tale scopo le cavità naturali che si trovano a circa dieci-trenta metri dal suolo. La femmina blocca l'accesso al nido con un miscuglio di escrementi e polpa di frutta. Probabilmente aggiunge anche dell'argilla che viene portata dal maschio. I nidi vengono spesso utilizzati per diversi anni consecutivi.
Il ciclo riproduttivo dura circa 130 giorni. In India, la stagione degli amori inizia nel periodo che va da febbraio ad aprile. La covata, che comprende una o due uova, viene deposta quando hanno inizio le prime piogge. A differenza di molti altri buceri, la femmina lascia il nido solo quando i giovani si sono involati: trascorre quindi più di tre mesi chiusa nella cavità.

## Distribuzione e habitat
Originariamente, come indica il suo epiteto specifico, il bucero collorossiccio era presente in Nepal, dalle pendici dell'Himalaya a Katmandu. In India è diffuso dall'Assam al centro dell'Arunachal Pradesh, nel Cachar e nel Manipur. Si trova anche nel Bhutan meridionale, nella Birmania orientale, nella Thailandia settentrionale e occidentale, nella provincia cinese dello Yunnan e nelle regioni settentrionali di Laos e Vietnam. Tuttavia, è attualmente scomparso da molte regioni del suo areale originario. Ormai non si trova più in Nepal, è divenuto raro nel nord della Thailandia ed è probabilmente scomparso nel nord-ovest del paese. È molto raro anche in Cina e Vietnam.

## Rapporti con l'uomo

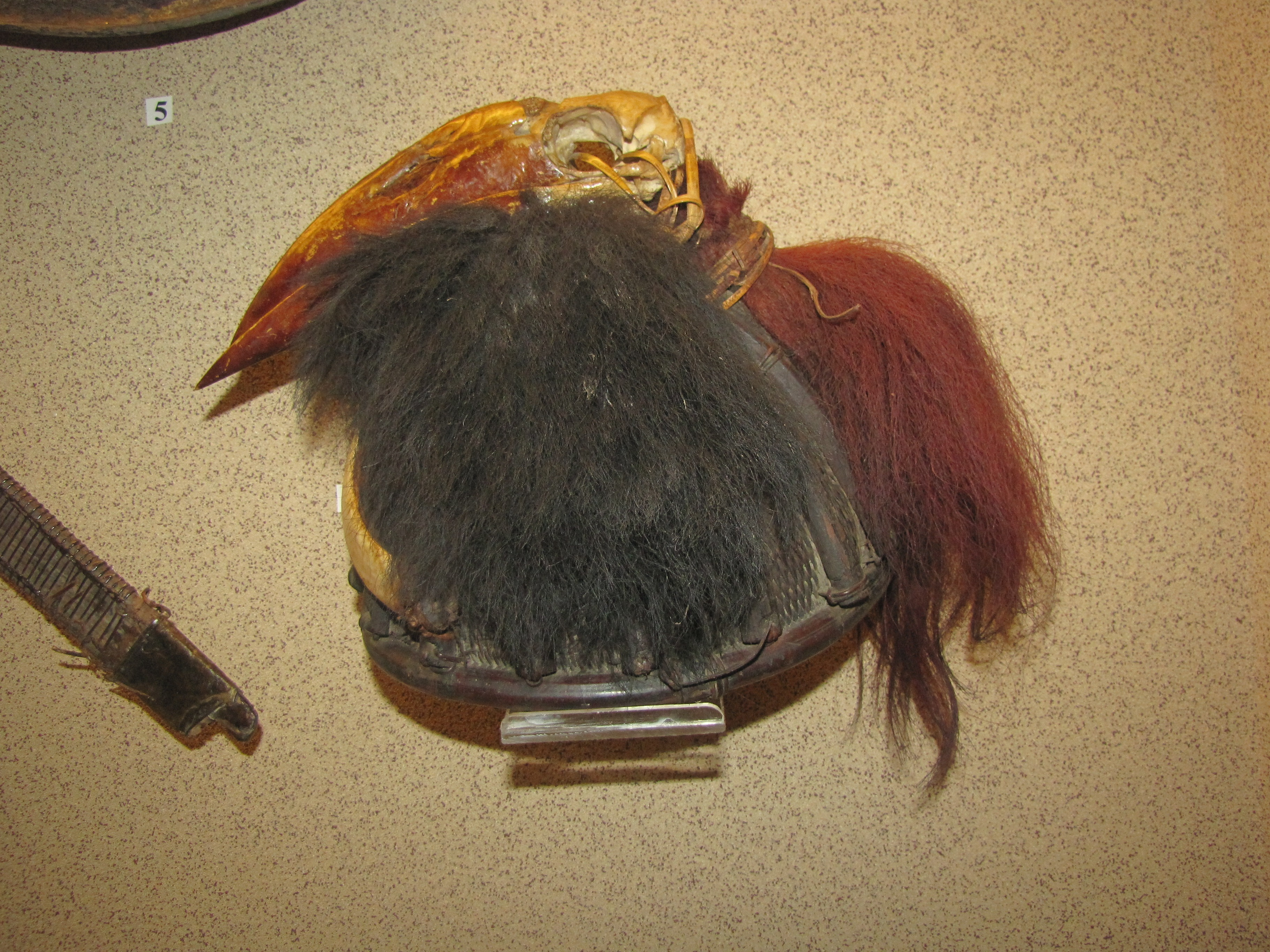
Copricapo tradizionale di una tribù indigena dell'India ornato (presumibilmente) con il cranio di un bucero collorossiccio.

Il bucero collorossiccio viene cacciato in diverse parti del suo areale. Ad esempio, è proprio a causa della caccia che la specie è divenuta così rara in Vietnam. Alcune popolazioni indigene dell'India indossano copricapi tradizionali realizzati con il cranio di questo animale. Altre popolazioni prendono giovani esemplari dai nidi per tenerli come animali domestici.